# Ignoratio elenchi
Ignoratio elenchi (von lat. ignoratio ‚Unkenntnis‘ bzw. ‚Unwissenheit‘ sowie dem latinisierten Genetiv des altgriechischen Substantivs ἔλεγχος élenchos ‚Widerlegung‘; wörtlich also „die Unkenntnis der Widerlegung“) bezeichnet in der Philosophie bzw. der Argumentationstheorie einen Argumentationsfehler, siehe auch Fehlschluss. Dabei wird eine andere Behauptung bewiesen als die zur Debatte stehende; das Argument verfehlt das Thema. In einer ignoratio wird also ein gültiger Beweis für eine Behauptung geliefert, dabei aber unterschlagen, dass es sich um eine andere als die ursprünglich zu beweisende handelt („Fallacy of Irrelevant Conclusion“).
Der Ausdruck wurde von Aristoteles in seinem Organon geprägt und wird u. a. in den Sophistischen Widerlegungen, dem letzten Band des Organon, behandelt. Aristoteles fasste den Begriff jedoch anders: Jegliches Argument, das sprachliche oder formale Korrektheit vermissen lässt und dennoch als gültig ausgegeben wird, wird dort als ignoratio elenchi bezeichnet, insofern es nämlich die Gründe missachtet oder unterschlägt, die seine Gültigkeit widerlegen.
Ein Red Herring ist eine ignoratio elenchi, bei der die Absicht ganz im Vordergrund steht, den Diskussionsgegner bzw. das Publikum über eine Unsachlichkeit von der eigentlichen Frage abzulenken.

## Einzelbelege
1. ↑  Erich Pertsch: Langenscheidts Großes Schulwörterbuch Lateinisch-Deutsch. Langenscheidt, Berlin 1978, ISBN 3-468-07201-5.
2. ↑  Wilhelm Gemoll: Griechisch-Deutsches Schul- und Handwörterbuch. G. Freytag Verlag/Hölder-Pichler-Tempsky, München/Wien 1965.
3. ↑  nach Whately, zitiert von John Stuart Mill: A System of Logic. London Colchester 1959 (zuerst: 1843), S. 542 ff.
4. ↑  vgl. E. Börger: Irrtum (Schlussfehler), in: Historisches Wörterbuch der Philosophie, S. 13202 (= HWPh Bd. 4, S. 610)